# Adolph Franz Friedrich Ludwig Knigge
Adolph Franz Friedrich Ludwig Knigge (ur. 16 października 1752 w Bredenbeck niedaleko Hanoweru, zm. 6 maja 1796 w Bremie) – niemiecki arystokrata, pisarz i człowiek epoki Oświecenia; baron (niem: Freiherr). Znany głównie dzięki książce: Über den Umgang mit Menschen (O obchodzeniu się z ludźmi). Jego nazwisko jest dziś w Niemczech synonimem reguł savoir-vivre’u. „Knigge” znaczy tam „podręcznik dobrego zachowania”. Komponował też utwory muzyczne.

## Życiorys

### Pochodzenie, młodość i wykształcenie
Knigge pochodził z bardzo starej rodziny baronów nieużywających przedrostka „von”. W Bredenbeck w 1338 rycerz Hermann von Knigge otrzymał zamek (który spłonął w 1550, lecz szybko został odbudowany). Adolf Knigge dorastał w Bredenbeck. Matka zmarła gdy miał lat 11, ojciec, gdy miał 14. Odziedziczył po nich 130 000 talarów długu. Wierzyciele dali mu jednak 500 talarów pensji rocznie. W wieku 14 lat wyruszył do Elektoratu Hanoweru studiować prawo. Studiował w latach 1769–1772 prawo i kameralizm w Getyndze.

### Zawód
W 1771 landgraf państwa Hesja-Kassel Fryderyk II uczynił go paziem (Hofjunker) i asesorem Kamery Wojny i Domen (Kriegs- und Domänenkammer) w Kassel. Szybko jednak stracił tę pracę, ponieważ „uczynił ją niemożliwą przez liczne niedopatrzenia urzędnicze” (... „durch amtliche und gesellige Misshelligkeiten unmöglich machte”). W 1773 żona landgrafa Maria Hanowerska zaaranżowała jego ślub z Henriette von Baumbach – damą dworu. Adolph Knigge w 1774 wyprowadził się z nią i z urodzoną wtedy córką Philippine Auguste do dóbr Baumbach w Nentershausen (Hesja).
W 1776 książę Carl August von Sachsen-Weimar uczynił zeń swego dworzanina. Służba była jednak ciężka dla lubiącego swobodę Kniggego. W swej napisanej w roku 1785 powieści satyrycznej Geschichte Peter Clausens opisał gorsze strony życia dworzanina.
Od 1780 Knigge miał mieszkania we Frankfurcie nad Menem. Nawiązał tam współpracę z masonami. W 1783 przeprowadził się znów do Heidelbergu, a potem znów do Hanoweru by zadbać o swe dobra. Od 1790 do śmierci mieszkał w Bremie, gdzie z powodu biedy zaciągnął się na służbę brytyjsko-hanowerską jako oberhauptmann (kapitan, urzędnik administracji). Od 1795 kamica żółciowa trzymała go w łóżku. Zmarł w 1796. Jego posiadłość do dziś znajduje się w posiadaniu rodu.

### Masoneria
Knigge należał od 1773 do loży Zum gekrönten Löwen (pod koronowanym lwem). W Hanau został członkiem loży Wilhelmine Caroline. Jako Eques a cygno korespondował z wielkim mistrzem i z szefem różokrzyżowców. Wiele podróżował służąc organizacji. Odwiedził Brunszwik, Wolfenbüttel i Wilhelmsbad. Jako Philo przystąpił do Iluminatów Adama Weishaupta.
Knigge miał rozbudować sieć loży iluminackiej na północy Niemiec. Udało mu się zwerbować ok. 500 członków, głównie szlachciców i intelektualistów. Należeli do nich: Johann Christoph Bode i Johann Wolfgang Goethe. Niewdzięczny Adam Weishaupt zwolnił Kniggego w 1784, ten zaś rozpoczął współformowanie klubu Eklektisches Bund. W 1795 wydał „Manifest eines Patriotischen Bundes”. Gdy wybuchła rewolucja francuska, patrzono z podejrzeniem na jego działania. Uchodził za skrajnego demokratę i jakobina. W 1796 wiedeńska Geheimpolizei wysłała doń sfałszowany list (podpisując go nazwiskiem „Aloys Blumauer”, jak nazywał się pewien eksrewolucjonista). Wiedeńska tajna policja miała nadzieję, że powstrzyma go to od wspierania sprawy rewolucji.

## Podręcznik dobrego wychowania
W 1788 powstało najsłynniejsze jego dzieło Über den Umgang mit Menschen (dziś często zwane po prostu „Knigge”). Było to coś więcej niż podręcznik dobrego wychowania. zawierało studium ludzkich charakterów i zalecało branie pod uwagę różnic, takich jak wykształcenie, charakter i wiek przy „obchodzeniu się z ludźmi”, wobec czego była pracą niemal socjologiczną.
Jego potomek baron Moritz Knigge wydał w 2004 unowocześnioną wersję dzieła przodka: Spielregeln. Wie wir miteinander umgehen sollten.

## Dzieła
- Allgemeines System für das Volk. Zur Grundlage aller Erkenntnisse für Menschen aus allen Nationen, Ständen und Religionen in einem Auszuge heraus gegeben. Nicosia.1873, [powstało w 1778]
- Der Roman meines Lebens, 1781–1887, 4 t.
- Geschichte Peter Clausens, 1783–1785, 3 t.
- Über den Umgang mit Menschen, 1788
- Geschichte des armen Herrn von Mildenburg, 1789
- Benjamin Noldmann’s Geschichte der Aufklärung in Abyssinien, oder Nachricht von seinem und seines Herrn Vetters Aufenthalte an dem Hofe des grossen Negus, oder Priesters Johannes. Getynga 1791, 2 t gutenberg.spiegel.de.
- Des seligen Herrn Etatsrats Samuel Konrad von Schafskopf hinterlassene Papiere. 1792
- Die Reise nach Braunschweig. 1792
- Josephs von Wurmbrand, Kaiserlich abyssinischen Ex=Ministers, jezzigen Notarii caesarii publici in der Reichsstadt Bopfingen, politisches Glaubensbekenntniss, mit Hinsicht auf die französische Revolution und deren Folgen. Frankfurt und Leipzig 1792
- Reise nach Fritzlar im Sommer 1794. 1795

## Dzieła muzyczne
- Konzert für Fagott, Streicher und Basso continuo F-dur, 1776;
- Sechs Sonaten für Klavier, 1781; Zwei Klavierlieder:
- Der stille Abend kömmt herbei
- Ergreift das Werk, ihr guten Kinder, 1785/86